# 워 닥터
워 닥터 (War Doctor, 전쟁의 닥터)는 영국 BBC의 텔레비전 SF 드라마 《닥터 후》의 주인공인 닥터의 생애 중 하나이다. 잉글랜드의 배우 존 허트가 배역을 맡았다.  드라마 설정상 닥터는 갈리프레이 행성 출신의 외계 종족 타임로드로, 수명은 수천 년이며 타디스란 타임머신을 타고 동행자와 함께 시공간을 여행한다. 닥터는 죽음에 직면하면 재생성을 거치며, 닥터의 모습과 성격이 변화하게 된다.
'워 닥터'라는 이름은 한때는 공식 명칭이 아닌 통용 명칭이어서, "The Name of the Doctor"와 "The Day of the Doctor"에서는 단순히 '닥터' (The Doctor)로 소개되며, 공식 관련상품에서도 '또다른 닥터' (Other Doctor)라고만 불린다. 다만 "The Night of the Doctor"에서는 '워 닥터'라고 소개되었으며 방송사 BBC와 프로듀서 스티븐 모팻도 '워 닥터'라고 부르는 한편 The War Doctor라는 오디오 드라마까지 제작되면서 공식 명칭으로 확정되었다.
작중에서는 8대 닥터와 9대 닥터 사이에 있었던 닥터의 한 생애로 소개되지만, 정작 크리스토퍼 에클스턴이 출연하던 9대 닥터 시절의 시리즈로부터는 8년이 지난 뒤에 처음으로 등장하게 되었다. 2013년 드라마 50주년 특집 에피소드에서 프로듀서 스티븐 모팻이 기존 세계관 역사를 비틀어 소급적인 설정을 구상하는 가운데 만들어진 닥터이기 때문이다.
워 닥터는 첫 등장부터 별다른 이름 없이 소개되는 미지의 닥터로, 옛날에 있었던 시간 전쟁에서 적에 맞서 싸웠던 닥터로 묘사된다. 8대 닥터 (폴 맥갠)이 몰락해가는 고향 행성을 보며 전사가 되기로 결심, 일부러 재생성하기로 마음먹으면서 탄생하였다. 참전의 의무를 다하기 위해 '닥터'라는 이름까지 내려놓았기에, 전쟁이 끝난 뒤 후대 닥터들에게는 거부감을 사며 인정받지 못하는 생애이기도 했다. 하지만 50주년 특집 에피소드인 "The Day of the Doctor"에서 시간 전쟁의 마지막 순간으로 다시 향한 11대 닥터 (맷 스미스)가 고향 행성을 파괴하는 결정을 함께한 뒤, 워 닥터를 비로소 자신의 생애로 인정하는 시각을 갖게 되었다.
50주년 특집 에피소드를 기획할 당시 스티븐 모팻은 당초 9대 닥터가 시간 전쟁을 끝냈다는 이야기를 다룰 생각이었다고 한다. 하지만 애초에 제작진과의 불화로 9대 닥터 역에서 하차한 크리스토퍼 에클스턴이 다시 배역을 승낙할 가능성은 희박했고, 실제로도 끝내 출연을 거부하였다. 그렇다고 8대 닥터 (폴 맥갠)가 시간 전쟁을 끝냈다고 소개하기에도 회의감이 들었던 모팻은 결국 훨씬 더 자유로운 설정을 위해 이전에는 등장한 적이 없는 닥터로서 '워 닥터'를 새로 만들었다. 한편으로 갑작스레 소개되는 이 닥터의 성공 여부는 충분한 커리어를 지닌 배우의 캐스팅에 달려 있음을 느낀 모팻이었으나, 결과적으로 중견 원로 배우인 존 허트가 배역을 맡게 되면서 성공적으로 끝났다.